# Randai

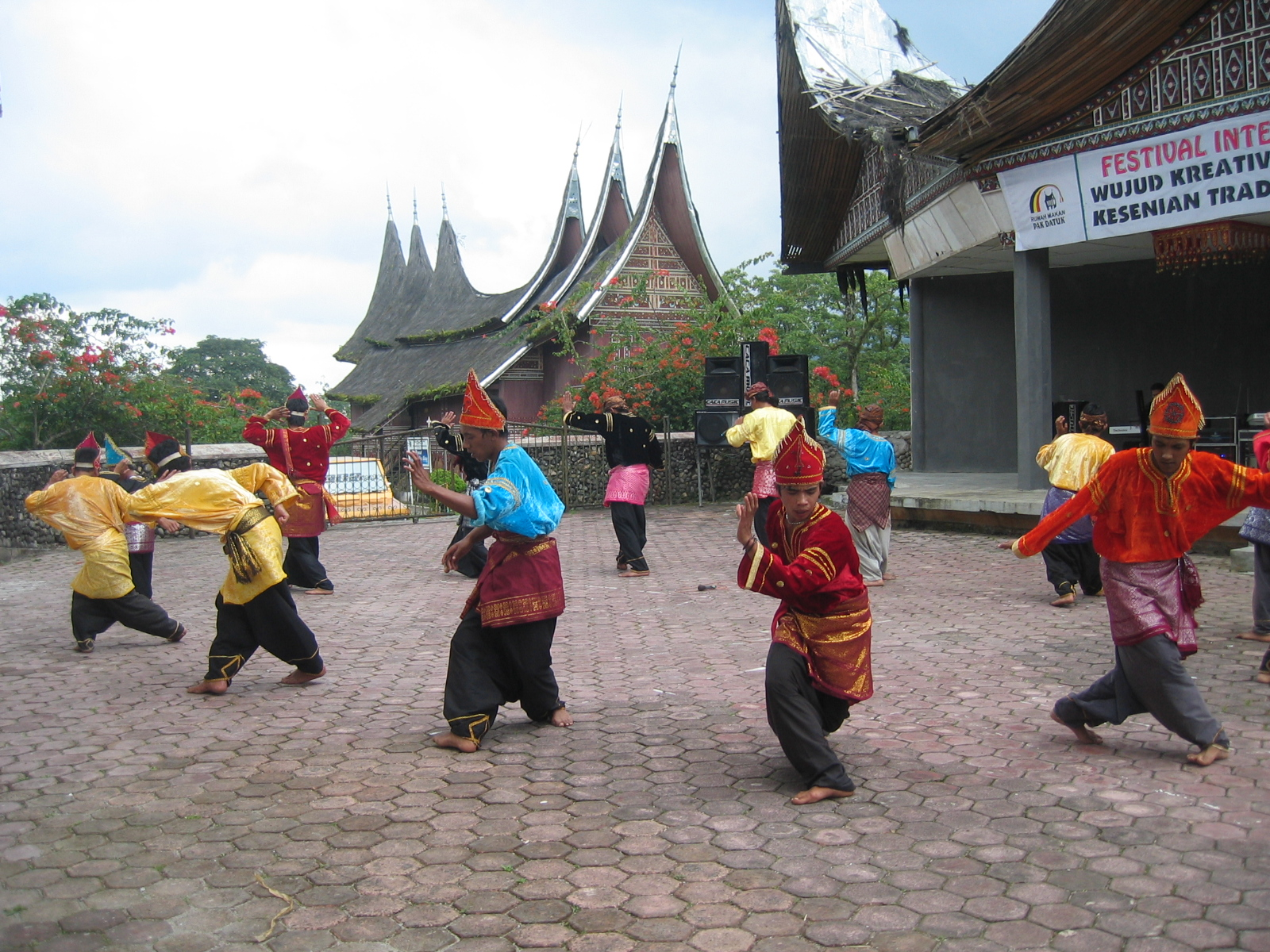
Randai à Padang Panjang.

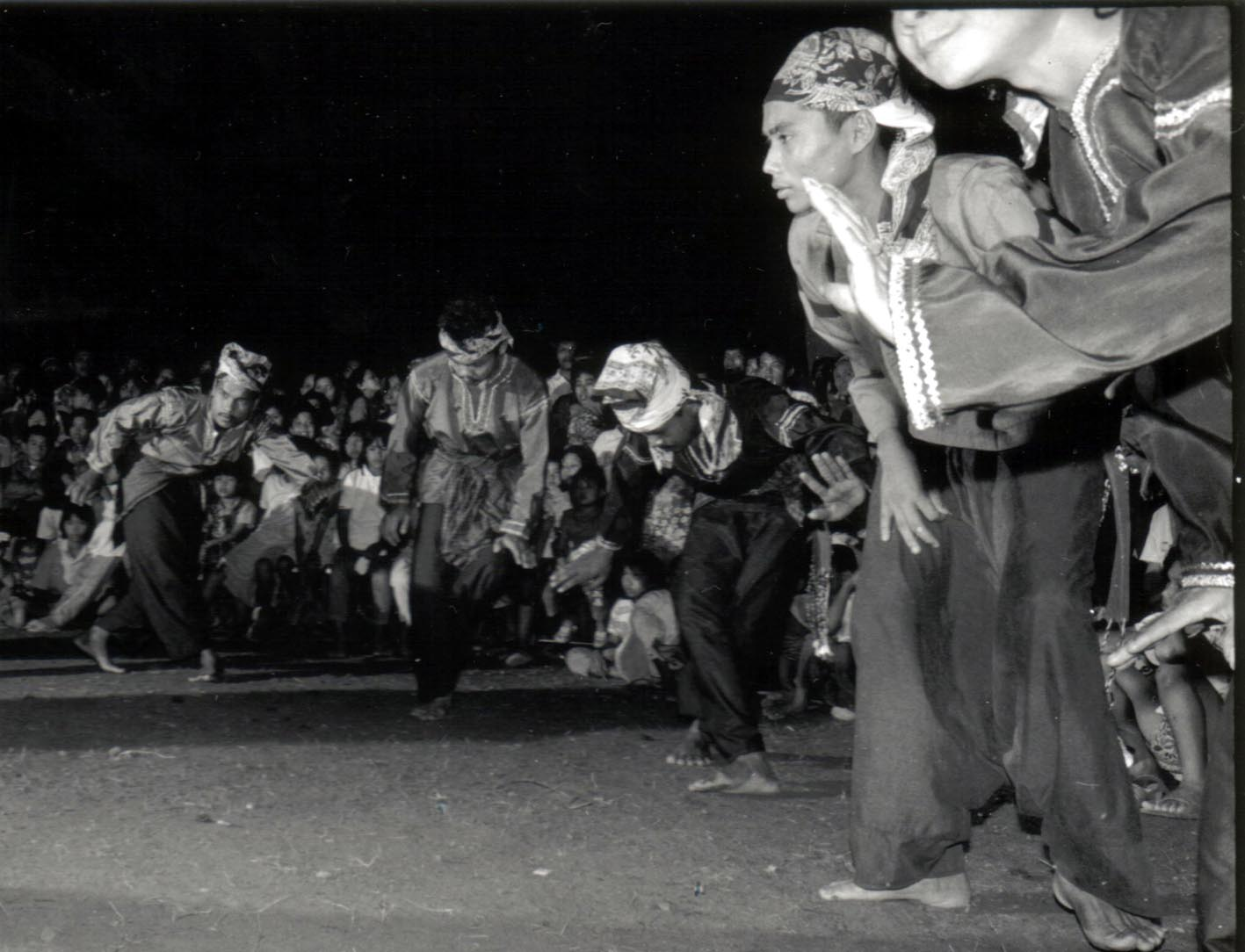
Photographie d'Edy Utama.

Le Randai est un théâtre dansé traditionnel pratiqué par les Minangkabau : il mêle musique, danse, chant, théâtre et un art martial, le silat.
Il se déroule généralement lors de fêtes traditionnelles (comme un mariage ou lors des récoltes) ou des trames complexes peuvent nécessiter plusieurs nuits. C'est une forme de théâtre en rond pour établir une forme d’unité et d'égalité entre les participants.